# Reviews in Analytical Chemistry
Reviews in Analytical Chemistry, abgekürzt Rev. Anal. Chem., ist eine wissenschaftliche Fachzeitschrift, die vom Walter de Gruyter-Verlag veröffentlicht wird. Die Zeitschrift erscheint mit vier Ausgaben im Jahr. Es werden Übersichtsartikel aus der analytischen Chemie veröffentlicht.
Der Impact Factor lag im Jahr 2014 bei 1,658. Nach der Statistik des ISI Web of Knowledge wird das Journal mit diesem Impact Factor in der Kategorie analytische Chemie an 44. Stelle von 74 Zeitschriften geführt.